# Mesquita Blava

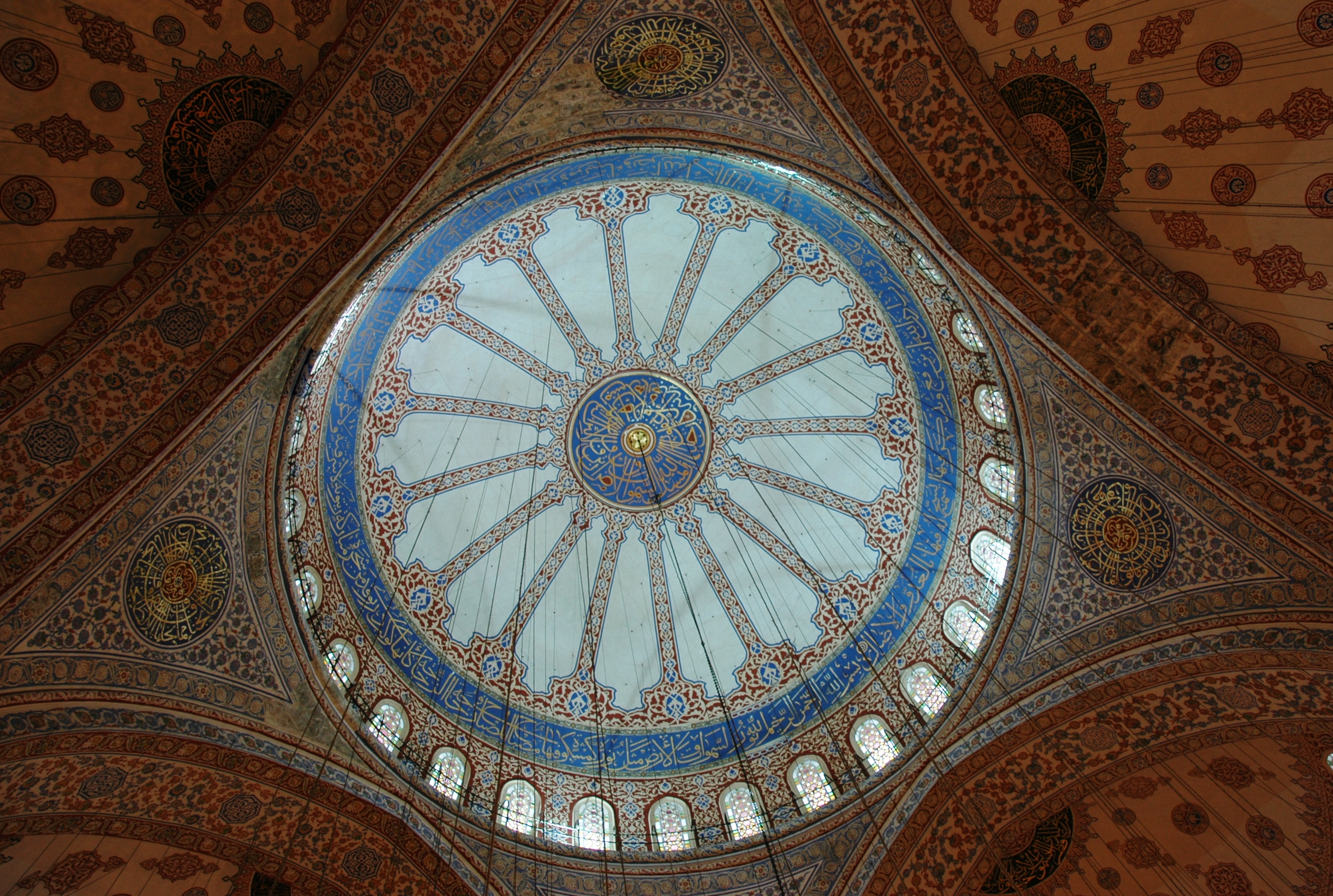
Interior de la cúpula

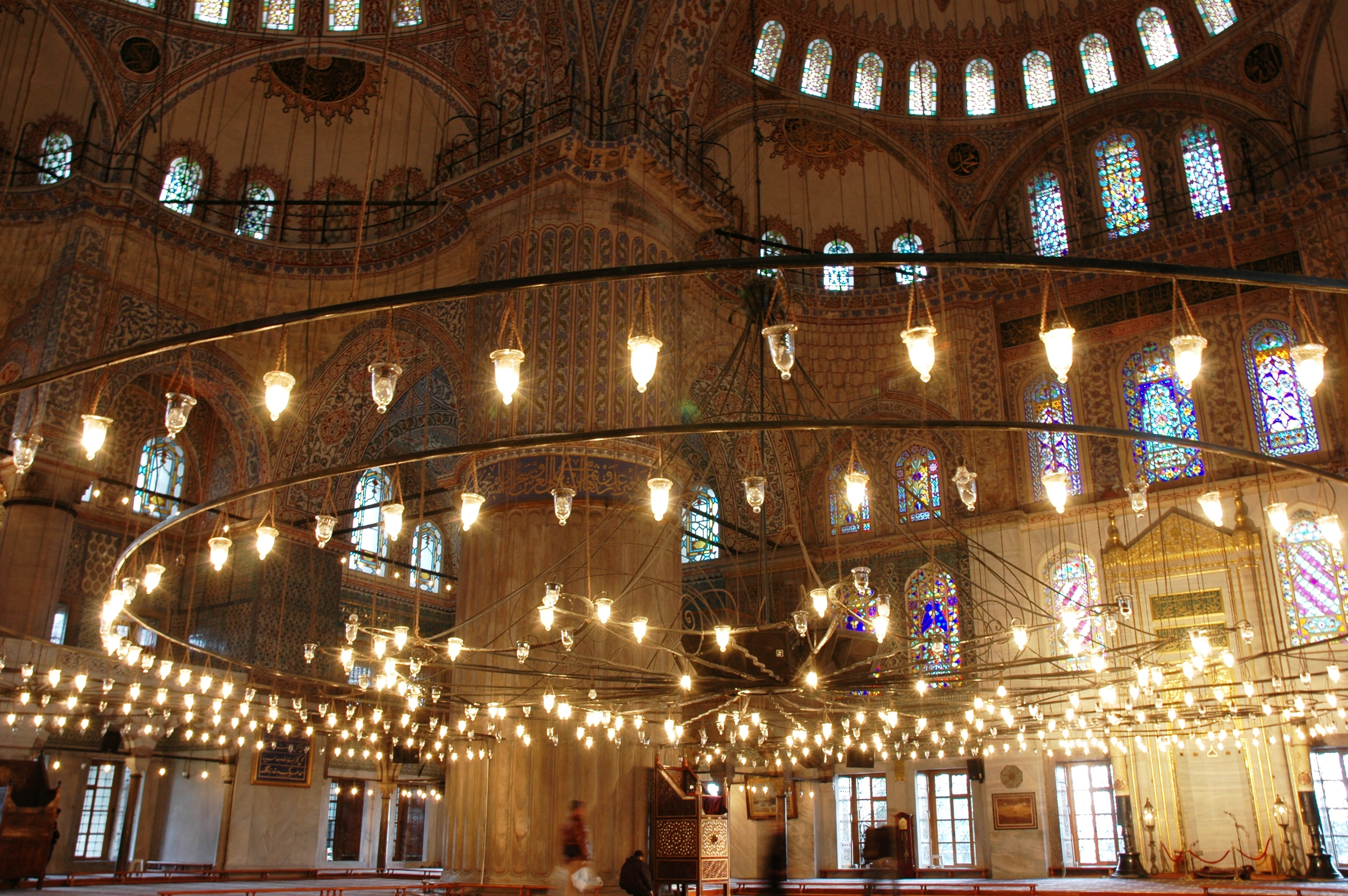
Cristalls de llum d'oli

La mesquita blava o del soldà Ahmed (en turc, Sultanahmet Camii), a Istanbul, Turquia, és una obra de Sedefkâr Mehmed Ağa, un deixeble de l'arquitecte Mimar Sinan. Està situada a la plaça de Sultanahmet, al barri de Sultanahmet, enfront de l'església de Santa Sofia, separades ambdues per un bell espai enjardinat, i és l'única al país que té sis minarets.
Les quatre galeries del pòrtic estan cobertes per trenta cúpules que són suportades per 26 columnes de marbre. L'interior està impregnat per una tonalitat blava, molt suau. 260 finestrals, que no conserven els vitralls originals del segle xvii, s'alineen en cinc nivells i permeten una filtració de la llum que es reflecteix en les rajoles d'Iznik de color blau amb les quals va ser coberta i que han donat el nom a la mesquita.
L'interior de les cúpules i voltes semicirculars de la mesquita està pintat amb arabescs sinuosos. El minbar, del segle xvii, està treballat en marbre blanc i és utilitzat per l'imam durant l'oració del divendres.
El pati té les mateixes dimensions que la sala d'oració, i queda així equilibrat el conjunt arquitectònic. Al centre, hi ha la font de les ablucions, hexagonal. Actualment, només compleix una funció ornamental, ja que es realitzen en unes fonts situades a l'exterior de la mesquita.
En la seva època, va provocar moltes discussions perquè es va creure que els sis minarets de la mesquita constituïen un intent de rivalitzar amb la Meca.